# جيم ماركيز
جيم ماركيز (بالإنجليزية: Jim Marquis)‏ هو لاعب كرة قاعدة أمريكي، ولد في 18 نوفمبر 1900 في يواكوم في الولايات المتحدة، وتوفي في 5 أغسطس 1992 في جاكسون في الولايات المتحدة.